# Réarrangement symétrique décroissant
En analyse à plusieurs variables, le réarrangement symétrique décroissant, d'une fonction f de ℝn dans ℝ est une fonction symétrique décroissante dont les ensembles de sur-niveau sont de même taille que ceux de f.

## Définition pour les ensembles
Le réarrangement A* d'une partie mesurable A de ℝn est la boule ouverte de ℝn de centre 0 et de volume égal à celui de A. Formellement :
où ωn est le volume de la boule unité et |A| est le volume de A.

## Définition pour les fonctions
Soit f une fonction mesurable positive et, pour tout réel t, {\displaystyle \scriptstyle \mathbb {I} _{[f>t]}} la fonction indicatrice de son ensemble de sur-niveau t, c'est-à-dire de l'ensemble
{\displaystyle [f>t]:=\{y~|~f(y)>t\}.}
Le réarrangement f* de f est défini par

## Propriétés
- Pour toute partie mesurable A,{\displaystyle (\mathbb {I} _{A})^{*}=\mathbb {I} _{A^{*}}.}En effet, pour toute fonction positive g,{\displaystyle g(x)=\int _{0}^{\infty }\mathbb {I} _{[g>t]}(x)~\mathrm {d} t.}
- f* est symétrique (c'est-à-dire que f*(x) est fonction uniquement de la norme euclidienne de x) et décroissante (en tant que fonction de cette norme).
- Les ensembles de sur-niveau de f* sont les réarrangements de ceux de f et ont par conséquent même mesure, c'est-à-dire que pour tout réel  t,{\displaystyle [f^{*}>t]=[f>t]^{*}{\text{ donc }}|~[f^{*}>t]~|=|~[f>t]~|.}
- Le réarrangement préserve l'ordre :{\displaystyle f\leq g\Rightarrow f^{*}\leq g^{*}.}
- Si f appartient à l'espace Lp, alors f*  aussi et{\displaystyle \|f^{*}\|_{p}=\|f\|_{p}.}
- Le réarrangement fait décroître la distance dans Lp : si f et g appartiennent à Lp, alors{\displaystyle \|f^{*}-g^{*}\|_{p}\leq \|f-g\|_{p}.}
- Inégalité de Hardy-Littlewood :{\displaystyle \int fg\leq \int f^{*}g^{*}.}
- Inégalité de Pólya-Szegő (it) : si 1 ≤ p < ∞ et si f appartient à l'espace de Sobolev W 1,p, alors{\displaystyle \|\nabla (f^{*})\|_{p}\leq \|\nabla f\|_{p}.}

## Applications
- L'inégalité de Pólya-Szegő donne, dans le cas limite p = 1, l'inégalité isopérimétrique.
- En utilisant certaines relations avec les fonctions harmoniques, on peut démontrer l'inégalité de Rayleigh-Faber-Krahn (en).